# Seebach (Thuringe)
Pour les articles homonymes, voir Seebach (homonymie).
Seebach est une municipalité allemande du land de Thuringe, dans l’arrondissement de Wartburg, au centre de l’Allemagne.